# Anne-Lise Grobéty

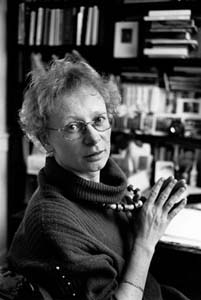
Anne-Lise Grobéty (1993)

Anne-Lise Grobéty (* 21. Dezember 1949 in La Chaux-de-Fonds; † 5. Oktober 2010 in Neuenburg NE) war eine französischsprachige Schweizer Schriftstellerin.

## Biographie
Anne-Lise Grobéty wurde als erstes von zwei Mädchen einer Arbeiterfamilie geboren. Nach der Primarschule besuchte sie das Gymnasium der Stadt, wo ihre Französischlehrer ihr Talent zum Schreiben bemerkten und sie dazu ermutigten. Nach der Matura schrieb sie sich zunächst an der geisteswissenschaftlichen Fakultät der Universität Neuenburg ein. Sie publizierte in dieser Zeit (1970) in Bertil Gallands Verlag «Cahier de la Renaissance vaudoise» ihren ersten Roman Um im Februar zu sterben, der 1975, 1984 und 1988 neu verlegt wurde. Im Jahre 1969 liess sie sich als Journalismus-Praktikantin bei der Zeitung Feuille d’Avis de Neuchâtel (jetzt L’Express) anstellen, wo sie unter der Leitung des Journalisten Claude Pierre Chambet arbeitete. Sie wandte sich anschliessend ganz der Schriftstellerei zu. Es folgten zahlreiche Romane, Gedichte und Erzählungen, für die sie verschiedene Preise erhielt, u. a. 1986 den Prix Rambert und 2000 den Grand Prix C. F. Ramuz für ihr Gesamtwerk. Ihr Schreibstil wurde stark durch den «nouveau roman» beeinflusst.
Grobéty war mit dem Journalisten Gilles Stauffer verheiratet und Mutter dreier Kinder. Sie engagierte sich auch politisch und sass von 1973 bis 1982 als Abgeordnete der Sozialdemokraten im Grossen Rat von Neuenburg. 
Am 5. Oktober 2010 starb sie im Alter von 60 Jahren in Neuenburg.

## Werke
- Pour mourir en février. Cahiers de la Renaissance vaudoise, 1970; mehrmals neu verlegt.[2]
  - deutsch von Christa Fischer: Um im Februar zu sterben. mit einem Vorwort von Jean-Pierre Monnier, Kindler Verlag, München 1971
  - neue Übersetzung von Andreas Grosz, pudelundpinscher, Wädenswil 2016, ISBN 978-3-906061-08-5.[3]
- Zéro positif. Bertil Galland, Vevey 1975, deutsch von Olga Gloor: Fluchtbewegungen. Benziger Verlag, Zürich 1977, Ullstein Taschenbuch Verlag, München 1980.
- Maternances. Gedichte (mit Zeichnungen von Armande Oswald). Éditions Galerie Ditesheim, Neuchâtel 1979.
- La Fiancée d’hiver. (deutsch von Ursula Dubois: Die Wintersbraut. eFeF Verlag, Zürich 1992)
- Contes-Gouttes. Bernard Campiche, La Tour-de-Peilz 1986 und 1994.
- Infiniment plus. Bernard Campiche, Yvonand 1989.
  - deutsch von Irma Wehrli Rudin: Unendlich mehr. Benziger Verlag, 1991.
- Jours et contre-jours.
- Une bouffée de bonheur!
- Belle dame qui mord. Bernard Campiche, Yvonand 1992.
- Non non ma fille: nouvelle.
- Défense d'entrer et autres nouvelles. Éditions Zoé, Genf 1996.
- Compost blues. Association suisse des libraires de langue française, 2000.
- Le Temps des Mots à Voix basse. Jugendroman. La Joie de lire (Hrsg.), Genf 2001.
  - deutsch: Die Zeit der leisen Worte. Jugendliteratur. Hammer Verlag, Wuppertal 2004, ISBN 3-7795-0011-6.
- Amour mode majeur.
- Du mal à une mouche. La Joie de lire (Hrsg.), Genf 2004.
- La corde de mi. Bernard Campiche, Yvonand 2006.
- Jusqu'à pareil éclat. Bernard Campiche, Yvonand 2007.
- L'abat-jour. Éditions d’Autre part, 2008.

### Werke im Kollektiv
- Écriture féminine ou féministe? Éditions Zoé, Genf 1983.
- Ce nom qui est devenu le sien. In: Écriture. 48, 1996 (über Alice Rivaz)
- Intervalles. Revue consacrée à Monique Saint-Hélier
- Die Schweizerreise. Erzählungen aus den Kantonen. Nagel & Kimche, 2008.

## Preise
- 1969: Prix Georges-Nicole, für Um im Februar zu sterben
- 1986: Prix Rambert, für Die Winterbraut
- 2000: Grand prix C. F. Ramuz, für ihr Gesamtwerk
- 2001: Prix Saint-Exupéry, für Die Zeit der leisen Worte
- 2002: Prix Sorcières für Die Zeit der leisen Worte
- 2007: Prix Lettres frontière für La corde de mi
- 2007: Prix Bibliomedia für La corde de mi
- 1976 und 1985: Grosser Schillerpreis der Schweizerischen Schillerstiftung.[4]